# Арнасай (Акмолинская область)
Арнасай (каз. Арнасай, до 2007 г. — Вячеславка) — аул в Аршалынском районе Акмолинской области Казахстана. Административный центр сельского округа Арнасай. Код КАТО — 113442100.

## География
Аул расположен на левом берегу реки Ишим, в центральной части района, на расстоянии примерно 20 километров (по прямой) к северу от административного центра района — посёлка Аршалы.
Абсолютная высота — 384 метров над уровнем моря.
Климат холодно-умеренный, с хорошей влажностью. Среднегодовая температура воздуха положительная и составляет около +3,7°С. Среднемесячная температура воздуха в июле достигает +19,9°С. Среднемесячная температура января составляет около -14,7°С. Среднегодовое количество осадков составляет около 440 мм. Основная часть осадков выпадает в период с мая по август.
Ближайшие населённые пункты: село Волгодоновка — на западе, станция Бабатай — на юго-западе, село Ижевское — на юге.

## Население
В 1989 году население аула составляло 1084 человек (из них русские — 50%, немцы — 22%).

В 1999 году население аула составляло 1078 человек (528 мужчин и 550 женщин). По данным переписи 2009 года, в ауле проживало 1129 человек (574 мужчины и 555 женщин).
| Численность населения | Численность населения | Численность населения |
| 1989                  | 1999                  | 2009                  |
| --------------------- | --------------------- | --------------------- |
| 1084                  | ↘1076                 | ↗1129                 |

## Улицы[7]
- переулок Аэузова
- ул. 9 мая
- ул. Абая
- ул. Абылай хана
- ул. Желтоксан
- ул. Касенова
- ул. Мира
- ул. Молдагуловой
- ул. Рождественского
- ул. Сейфуллина